# Francesco Buzzurro
Francesco Buzzurro (Taormina, 7 de outubro de 1969) é um músico, compositor, e violonista italiano.

## Biografia
Nascido em Taormina em 1969, Buzzurro começou a tocar desde criança, quando o seu pai lhe havia oferecido um pequeno violão aos seis anos de idade.
A sua formação musical teve início ao diplomar-se no Conservatório Vincenzo Bellini de Palermo, conseguindo um master of music na International Arts Academy de Roma com o professor Stefano Palamidessi e os mestres David Russell, Alberto Ponce, Hopkinson Smith e John Duarte. Na mesma época forma-se em Línguas e Literaturas Estrangeiras.
Enquanto violonista clássico obteve três concursos nacionais: o Città di Alassio, o Benedetto Albanese de Caccamo e o Savona in Musica. Sempre se interessou pelo estudo da música clássica, folk e jazz.
Durante algum tempo foi o sideman de Lucio Dalla, Renzo Arbore, Antonella Ruggiero, Ornella Vanoni, Francesco Baccini, Luisa Corna, Grazia Di Michele, Tom Kirkpatrick, Jimmy Owens, Giulio Capiozzo, Massimo Moriconi, Gigi Cifarelli, Allen Hermann e é presente nos Festivais Internacionais do Violão de Fiuggi  e de Siracusa.
Fez um dueto com Toots Thielemans, Diane Schuur, Arturo Sandoval, Peter Erskine, Phil Woods, Bob Mintzer, Bill Russo, Vince Mendoza, Frank Foster, Bireli Lagrène e Roberto Gatto.
A revista Musica Jazz mencionou-o como um dos melhores violonistas poliedricos italianos.
Desde abril de 2011 é professor de violão e jazz no Conservatório Vincenzo Bellini de Palermo.

### Cinema, teatro e televisão
Francesco Buzzurro compõe canções para teatro, televisão e cinema. Em 2008 participou na emissão Uno Mattina  e em 2009-2010 realizou a trilha sonora da peça teatral Girgenti amore mio sob a direção de Pino Quartullo.

## Discografia
Como Francesco Buzzurro Quartet

Francesco Buzzurro: violão; Mauro Schiavone: piano e teclas; Riccardo Lo Bue: baixo; Sebastiano Alioto: batteria
- 1998 – Latinus (Teatro del Sole)
- 2006 – Naxos (Mare Nostrum)

Como Francesco Buzzurro solo guitar

- 2002 – Freely (Teatro del Sole)
- 2009 – L'Esploratore (Lo Faro/Irma Records-Edel)

## Prémios e condecorações
- 2008: Prémio Efebo d'Oro como melhor trilha sonora para o filme Io ricordo, dos irmãos Muccino.
- 2009: Prémio Groove Master Award [6] à Francesco Buzzurro, porque "...no assunto do groove e do contemporary jazz conseguiu oferecer uma nova visão musical, acrescentada com uma técnica única no mundo...".
- 2009: Entrega à Francesco Buzzurro e Francesco Cafiso da Triquetra, prémio que a Administração Regional da Sicília entrega aos músicos sicilianos distinguidos no campo internacional.
- 2010: Reconhecimento do Presidente da República Giorgio Napolitano para as músicas do documentário Io ricordo, para "... os sentimentos gerados...".[7]